# Diecezja Chartres
Diecezja Chartres (łac. Diœcesis Carnutensis – diecezja Kościoła rzymskokatolickiego w środkowej Francji. Powstała w III wieku. W 1801 uległa likwidacji, ale już w 1822 została przywrócona. Do 2002 należała do metropolii Bourges. Po jej likwidacji, została włączona do metropolii Tours.

## Główne świątynie
- Katedra: Bazylika katedralna Matki Bożej w Chartres